# Le Fied
Le Fied là một xã trong vùng hành chính Franche-Comté, thuộc tỉnh Jura, quận Lons-le-Saunier, tổng Voiteur. Tọa độ địa lý của xã là 46° 46' vĩ độ bắc, 05° 43' kinh độ đông. Le Fied nằm trên độ cao trung bình là 528 mét trên mực nước biển, có điểm thấp nhất là 520 mét và điểm cao nhất là 562 mét. Xã có diện tích 8.39 km², dân số vào thời điểm 2005 là 203 người; mật độ dân số là 24 người/km².

## Thông tin nhân khẩu
| 1962 | 1968 | 1975 | 1982 | 1990 | 1999 |
| ---- | ---- | ---- | ---- | ---- | ---- |
| 161  | 165  | 152  | 158  | 147  | 180  |

## Địa điểm tham quan
Nhà thờ giáo khu Saint-Jean-Baptiste từ thế kỉ thứ 16 được tu bổ và cải tạo năm 1823.